# Sobnali
Sobnali és un riu de Bangladesh, al sud-oest del país. És conegut també com a Kundria i Bengdaha, i en la seva part inferior se l'anomena Guntiakhali. Principalment té el curs pel districte de Khulna. Neix de diversos rierols a les maresmes Bayra prop del poble de Baltia i després d'un curs en direcció sud-est, s'uneix al Kholpetua. El seu nom de Sobnali el porta a causa del fet que passa per una població que porta aquest nom.